# Hairspray (film fra 2007)
 For alternative betydninger, se Hairspray. (Se også artikler, som begynder med Hairspray)
Hairspray er en amerikansk musicalfilm fra 2007. Den er instrueret af Adam Shankman og er en genindspilning af filmen af samme navn fra 1988, påvirket af musicalversionen fra 2002.

## Handling
Filmen handler om den overvægtige Tracy Turnblad (Nikki Blonsky), der er helt vild med danseshowet "The Corny Collins Show". Hver dag efter skole skynder hun og hendes veninde, Penny (Amanda Bynes) sig hjem for at se showet, og savle over den lækre Link Larkin (Zac Efron). Da en af de medvirkende i showet Brenda melder fra, afholder Corny Collins (James Marsden) en audition, for at finde en ny til at danse i showet. Med hjælp fra hendes bedste veninde, Penny, lykkes det Tracy at komme med. En gang om måneden er det "Negro-day", altså den dag hvor sorte unge samt Motormouth Maybelle er med i "The Corny Collins show" uden hvide. Tracy finder ud af at de sorte børn og Maybelle er blevet smidt af showet på grund af Velma, (der selv arbejder ved showet som dansetræner for de hvide unge, desuden er hun racist). Tracy sætter sig for at ville lave om på dette. Hun får hjælp af Motormouth Maybelle (Queen Latifah), og andre sorte, til at få de sorte unge med i showet igen.
Filmens handling er placeret i Baltimore i Maryland i 1962.

## Medvirkende
- John Travolta – Edna, Tracys mor
- Nikki Blonsky – Tracy
- Zac Efron – Link Larkin
- Queen Latifa – Motormouth Maybelle
- Michelle Pfeiffer – Velma von Tussle
- James Marsden – Corny Collins
- Amanda Bynes – Penny Pennington
- Christopher Walken - Wilbur, Tracys far
- Elijah Kelley - Seaweed
- Brittany Snow - Amber von Tussle
- Jerry Stiller - Mr. Pinky
- Paul Dooley - Mr. Spritzer